# Minden (Nevada)
Minden es un lugar designado por el censo ubicado en el condado de Douglas en el estado estadounidense de Nevada. En el año 2000 tenía una población de 2.836 habitantes y una densidad poblacional de 256,4 personas por km².

## Geografía
Minden se encuentra ubicado en las coordenadas 38°57′22″N 119°46′9″O / 38.95611, -119.76917.

## Demografía
Según la Oficina del Censo en 2000 los ingresos medios por hogar en la localidad eran de $56.795, y los ingresos medios por familia eran $64.375. Los hombres tenían unos ingresos medios de $40.833 frente a los $34.700 para las mujeres. La renta per cápita para la localidad era de $30.405. Alrededor del 5,4% de la población estaban por debajo del umbral de pobreza.